# Leucoides fuscicostalis
Leucoides fuscicostalis är en fjärilsart som beskrevs av George Francis Hampson 1893. Leucoides fuscicostalis ingår i släktet Leucoides och familjen Crambidae. Inga underarter finns listade i Catalogue of Life.